# Campanha anticorrupção de Xi Jinping

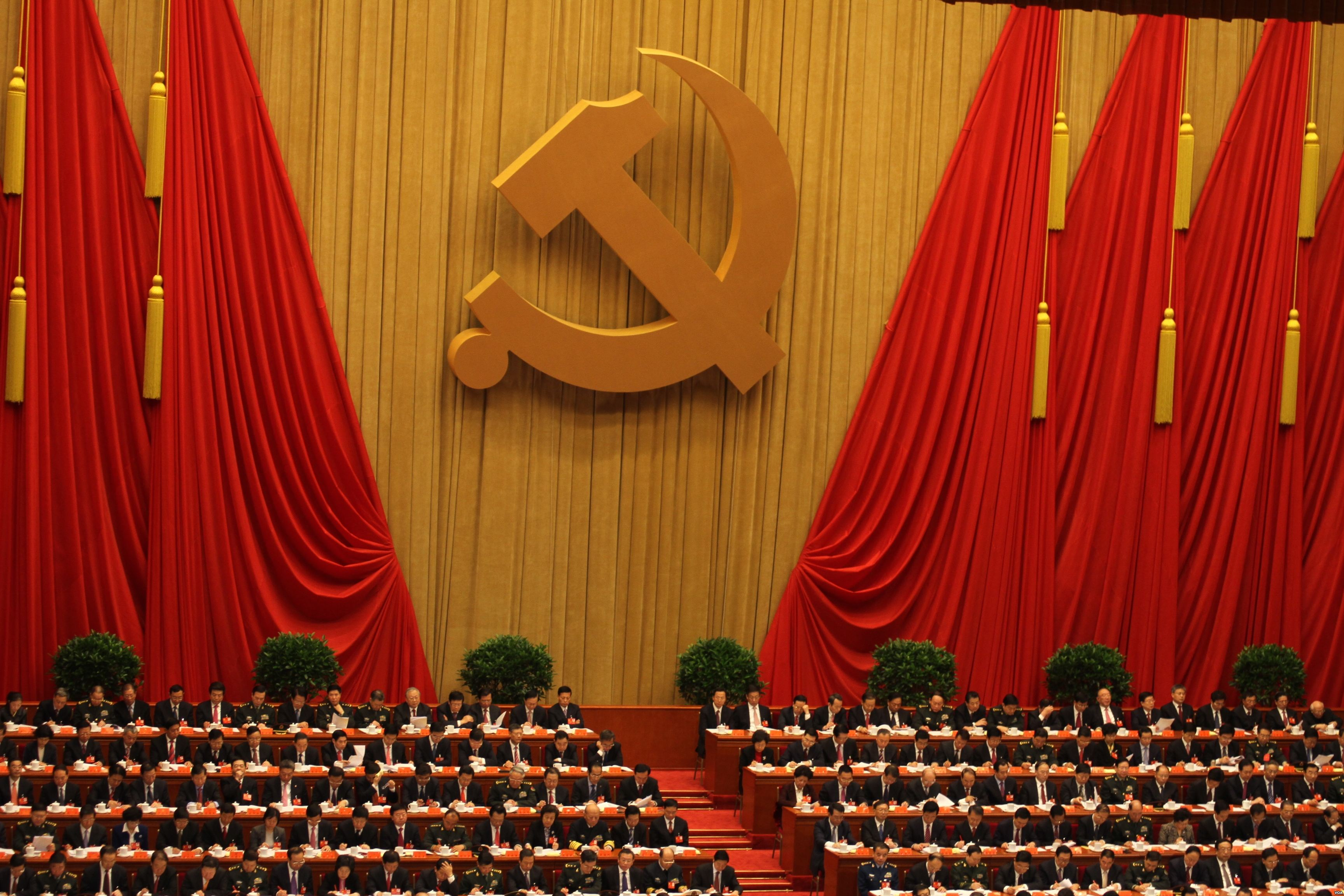
Uma campanha anticorrupção sem precedentes começou após a conclusão do 18º Congresso Nacional do Partido Comunista Chinês, realizado em Pequim em novembro de 2012.

A Campanha anticorrupção de Xi Jinping começou na China após a conclusão do 18º Congresso Nacional do Partido Comunista Chinês (PCC) em 2012. A campanha, realizada sob a égide de Xi Jinping, secretário-geral do Partido Comunista Chinês, foi o maior esforço anticorrupção organizado na história do governo do PCC na China.
Ao assumir o cargo, Xi prometeu reprimir "tigres e moscas", ou seja, funcionários de alto escalão e funcionários públicos locais. A maioria dos funcionários investigados foi destituída do cargo e enfrentada acusações de suborno e abuso de poder, embora a gama de supostos abusos variasse amplamente. A campanha 'rendeu' mais de 120 oficiais de alto escalão, incluindo cerca de uma dúzia de militares de alto escalão, vários executivos seniores de empresas estatais e cinco líderes nacionais (lista). Em 2022, mais de 2 milhões de funcionários do governo foram processados.(p171)A campanha faz parte de um esforço muito mais amplo para limpar a má conduta dentro das fileiras do partido e fortalecer a unidade partidária. Tornou-se uma característica emblemática da marca política de Xi Jinping.
Executada na maioria sob a direção da Comissão Central de Inspeção Disciplinar (CCID) e seu secretário de 2012 a 2017, Wang Qishan, juntamente com os órgãos militares e judiciais correspondentes, a campanha foi notável por implicar tanto os atuais quanto os ex-líderes de nível nacional, incluindo o ex- politburo Zhou Yongkang, membro do Comitê Permanente (CPP), e os ex-vice-presidentes da Comissão Militar Central (CMC), Xu Caihou e Guo Boxiong. Tais investigações quebraram a regra tácita sobre 'imunidade criminal do CPP' (chinês: 刑不上常委) que tem sido a norma desde o fim da Revolução Cultural.

## Supervisão da campanha

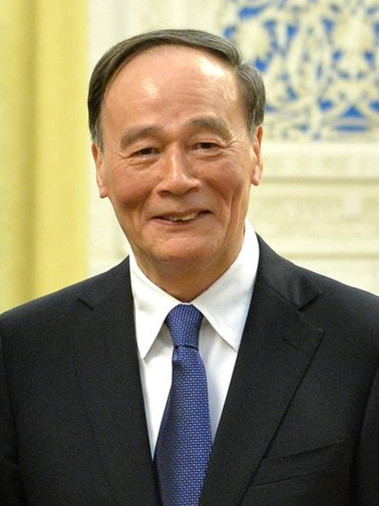
Wang Qishan, chefe da 18ª Comissão Central de Inspeção Disciplinar, a agência anticorrupção do partido

O órgão diretamente encarregado de fiscalizar a campanha é a CCID, que, à época da campanha, era chefiada pelo secretário Wang Qishan, político conhecido por sua atuação no setor financeiro e um dos sete membros do Comitê Permanente do Politburo do PCC. Wang estava encarregado da execução diária da campanha. O mandato oficial da CCID é impor a disciplina do partido, combater a má conduta e punir os membros do partido por cometerem ofensas. A CCID é um órgão interno do partido e, portanto, não possui autoridade judicial. Em geral, a CCID investiga os funcionários e, quando necessário, encaminha as provas recolhidas aos órgãos judiciais, como a Procuradoria Popular Suprema (responsável pela investigação e persecução), que passa a indiciar o acusado por infrações penais e encaminhar o caso a julgamento.
Embora a CCID se reporte formalmente ao Congresso do Partido, nominalmente o mais alto órgão representativo do partido que se reúne uma vez a cada cinco anos, a comissão pretende ser uma agência 'independente' do ponto de vista constitucional, na prática, a supervisão final da agência recai sobre a competência de Xi Jinping em virtude de ocupar o cargo de Secretário-Geral (ou seja, líder de fato). Xi, que também dirige os esforços anticorrupções dos militares por meio de seu cargo de presidente da Comissão Militar Central (isto é, comandante-em-chefe). A maioria das reportagens sobre a campanha por fontes da mídia destacou o envolvimento direto de Xi Jinping na gestão da campanha, que se tornou uma marca central de seu mandato. No entanto, medidas disciplinares formais impostas a funcionários de alto escalão, como ex-membros do Politburo, devem ser ratificadas pelo Politburo em exercício.
O poder de anticorrupção é centralizado no Comitê Permanente do Politburo do PCC, minando as funções originais das Comissões de Inspeção Disciplinar locais. A coordenação dos esforços anticorrupção nas províncias e empresas estatais tem sido realizada por "equipes centrais de inspeção" (中央巡视组), que se reportam ao Grupo Central Líder de Trabalhos de Inspeção, que, como o CCID, também é liderado por Wang Qishan. As equipes de inspeção normalmente ficam “estacionadas” por alguns meses na organização que foram incumbidas de supervisionar e são responsáveis por auditorias completas sobre a conduta dos funcionários e as práticas organizacionais. As equipes de fiscalização enviam os resultados das auditorias à CCID para decretar procedimentos formais de investigação, como o Shuanggui (prática de detenção de membros individuais do partido para investigação).
As mudanças constitucionais propostas publicadas em 25 de fevereiro prevêem a criação de uma nova agência estadual anticorrupção que funde a Comissão Central de Inspeção Disciplinar e vários departamentos governamentais anticorrupção. A assim formada Comissão Nacional de Supervisão será o mais alto órgão de supervisão do país e será uma organização de nível ministerial superior aos tribunais e ao gabinete do procurador.

## Cronologia

### Antecedentes

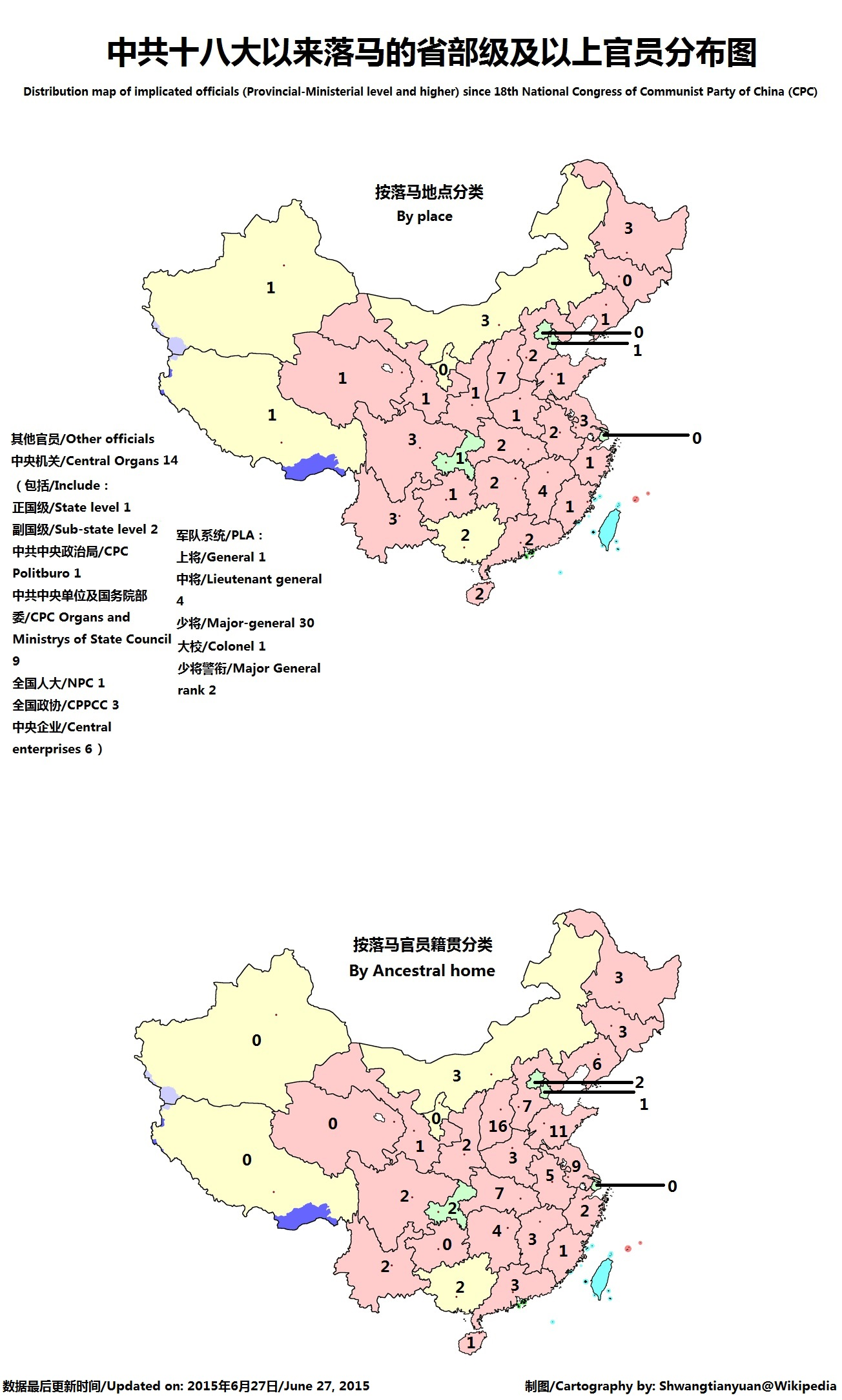
Um mapa de distribuição de funcionários envolvidos (nível provincial-ministerial e superior) desde o 18º Congresso Nacional do Partido Comunista Chinês

Os esforços anticorrupção estiveram na agenda de sucessivos líderes chineses, embora a eficácia dessas campanhas tenha variado. Desde que as reformas econômicas começaram em 1978, a corrupção política na China cresceu significativamente. Os tipos de infrações variam, embora geralmente envolvam troca de subornos por favores políticos, como empresas locais tentando garantir grandes contratos governamentais ou subordinados em busca de promoções para cargos mais altos.
No 18º Congresso do Partido, tanto o secretário-geral cessante, Hu Jintao, quanto o novo líder do partido, Xi Jinping, enfatizaram repetidamente que a corrupção é uma ameaça à sobrevivência do partido. Xi fez menção especial à corrupção em seu discurso de posse como secretário-geral em 15 de novembro de 2012. Em seus primeiros dias no cargo, Xi prometeu reprimir "tigres e moscas", isto é, funcionários de alto escalão e funcionários públicos mesquinhos. Ele também alertou seus colegas do Politburo de que a corrupção "condenaria o partido e o Estado".

### Primeiras inspeções regionais
A primeira salva da campanha foi a demissão abrupta do vice-secretário do partido de Sichuan, Li Chuncheng, que ocorreu em dezembro de 2012, logo após Xi assumir o cargo de líder do PCC. O primeiro lote de equipes de inspeção central foi enviado no terceiro trimestre de 2013 para várias províncias chinesas, incluindo Jiangxi, Mongólia Interior, Chongqing e Hubei. Alguns funcionários de nível provincial foram investigados por corrupção e destituídos do cargo como resultado da primeira rodada de trabalho de inspeção. Dessas regiões, a equipe de inspeção encarregada de Jiangxi descobriu corrupção oficial de longo alcance na província, derrubando cerca de uma dúzia de funcionários, incluindo o vice-governador Yao Mugen. O trabalho de inspeção na província de Hubei também resultou em cerca de uma dúzia de casos, incluindo o do vice-governador Guo Youming. Na Mongólia Interior, o chefe do departamento regional da Frente Unida do partido, Wang Suyi, foi detido.

### Investigação contra Zhou Yongkang

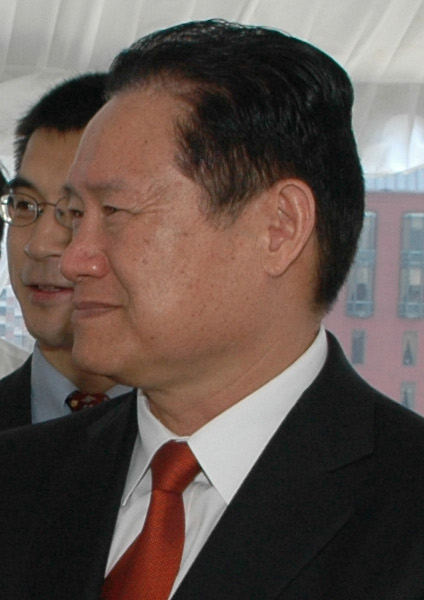
Zhou Yongkang foi o primeiro membro do Comitê Permanente do Politburo investigado por corrupção na história

No segundo semestre de 2013, uma operação separada começou a investigar funcionários com conexões com Zhou Yongkang, ex-membro do Comitê Permanente do Politburo e chefe de segurança nacional. Três setores nos quais Zhou era conhecido por exercer imensa influência foram alvo de investigação, incluindo o setor petrolífero nacional (onde Zhou já foi chefe do executivo), a província de Sichuan (onde Zhou foi chefe do partido) e órgãos de segurança (uma vez sob a jurisdição da Comissão Central de Assuntos Políticos e Jurídicos, chefiada por Zhou). Altos funcionários, como o ex-presidente-executivo da China Petroleum, Jiang Jiemin, altos funcionários de Sichuan, Li Chongxi e Guo Yongxiang, e o ex-vice-ministro de segurança pública, Li Dongsheng, foram demitidos em 2013. Muitos dos ex-secretários de Zhou que mais tarde receberam promoções, incluindo Ji Wenlin, Tan Li, Shen Dingcheng e Li Hualin, também foram presos para investigação.
A queda de Jiang Jiemin – que era visto como um confidente próximo de Zhou Yongkang e que também era membro da elite do Comitê Central do Partido Comunista Chinês em setembro de 2013 foi vista como um sinal inequívoco de que a rede estava se aproximando do próprio Zhou. Em 15 de dezembro de 2013, o The New York Times, em artigo de primeira página, confirmou que Zhou Yongkang era o alvo final da campanha, e que seria apenas uma questão de tempo até que a investigação se tornasse pública. Em 30 de janeiro de 2014, o Caixin, um site chinês conhecido por seu jornalismo investigativo, divulgou um vídeo e um artigo intitulado "As três 'luvas brancas' de Zhou Bin", detalhando alegações sobre o delito do filho de Zhou Yongkang, sem mencionar o sênior Zhou diretamente como um meio de contornar as regras de censura.

### Segunda rodada regional e "terremoto político" de Shanxi
Em novembro de 2013, uma segunda rodada de equipes de inspeção foi enviada. Essas equipes foram enviadas para as províncias de Shanxi, Jilin, Yunnan, Anhui, Hunan e Guangdong, bem como para a Agência de Notícias Xinhua, o Ministério do Comércio e a empresa estatal que supervisiona a construção da Barragem das Três Gargantas. Em Guangdong, as inspeções resultaram na queda abrupta do chefe do partido populista da capital provincial, Guangzhou, Wan Qingliang. Em Yunnan, o ex-chefe provincial do partido Bai Enpei e o vice-governador Shen Peiping foram envolvidos em corrupção e detidos.
Em Shanxi, uma província produtora de carvão no centro da China, a equipe de inspeção estacionada detectou um labirinto de corrupção que se infiltrou em quase todos os aspectos da governança na província, particularmente o conluio entre políticos locais e elites empresariais, a maioria dos quais administrava empresas de carvão. A inspeção inicialmente resultou na demissão do vice-secretário do partido Jin Daoming, do vice-governador Du Shanxue e de Ling Zhengce, irmão do outrora poderoso assessor presidencial Ling Jihua.
O drama político em Shanxi se desenrolou durante o terceiro trimestre de 2014, quando a província experimentou uma limpeza total de seu estabelecimento político com uma ferocidade nunca vista na China pós-Mao. Entre 23 e 29 de agosto de 2014, quatro membros efetivos do principal conselho de governo da província, o Comitê Permanente do Partido provincial, foram demitidos em rápida sucessão, dando origem ao que ficou conhecido como o "grande terremoto político de Shanxi". O secretário do Partido da província, Yuan Chunqing, foi abruptamente transferido do cargo, pois as autoridades centrais 'puxaram de pára-quedas' o então chefe do partido de Jilin, Wang Rulin, para ocupar seu lugar. Durante o anúncio da transferência de poder na capital da província, Taiyuan, o membro do Comitê Permanente do Politburo, Liu Yunshan, sentou-se no centro do palco enquanto os funcionários da organização do partido e os políticos provinciais apresentavam as moções e trocavam declarações políticas obrigatórias para estabilizar a província e manter a lealdade inabalável ao centro do partido.

### Queda dos "Quatro Grandes Tigres"
Enquanto o público aguardava notícias sobre o destino de Zhou Yongkang em meio a intensos rumores circulando dentro do país e na mídia internacional, em 30 de junho, veio de Pequim um anúncio de que o general Xu Caihou, ex-membro do Politburo e vice-presidente da Comissão Militar Central de 2004 a 2013, foi expulso do partido por aceitar propina em troca de promoções e enfrentava processos criminais. O cargo de vice-presidente do CMC é o cargo mais alto ocupado por um oficial militar na China, já que a presidência (comandante-em-chefe) é normalmente ocupada por um civil. Xu foi o oficial militar do ELP de mais alta patente a ser implicado em corrupção e o primeiro membro do Politburo investigado por corrupção desde a demissão do ex-chefe do partido de Chongqing, Bo Xilai. Ao contrário do constante acúmulo de especulações em torno do caso Zhou, o anúncio da expulsão de Xu do partido veio sem nenhum aviso aparente. Mais tarde, surgiram relatos de que o general de 71 anos, que estava passando por tratamento médico para câncer de bexiga no Hospital Militar 301 em Pequim, foi retirado de sua cama em março de 2014 para ser investigado.

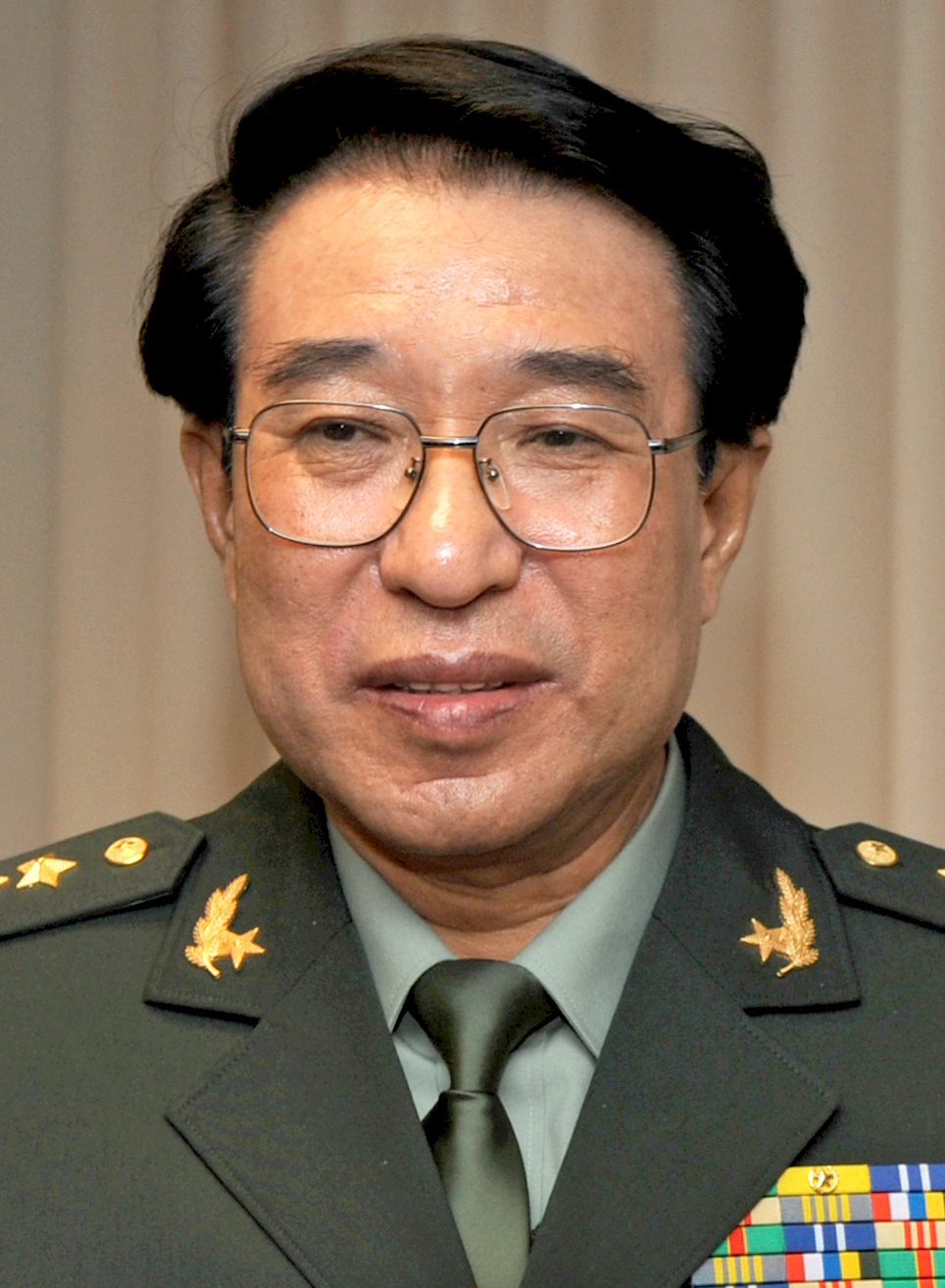
O general Xu Caihou se tornou o oficial militar de mais alta patente na história do ELP a ser investigado por corrupção

Um mês após a queda de Xu, em 30 de julho de 2014, a mídia estatal finalmente quebrou meses de silêncio sobre Zhou Yongkang com um comunicado à imprensa nomeando-o como objeto de uma investigação sobre "violações disciplinares graves". O conciso boletim de notícias, veiculado pela mídia chinesa, sinalizou que Zhou "não era mais um camarada", mas não discutiu delitos criminais. Zhou foi provavelmente colocado sob algum tipo de prisão domiciliar muito antes do anúncio. A confirmação oficial de que Zhou estava sob investigação fez dele o primeiro membro do Comitê Permanente do Politburo a cair em desgraça desde o fim da Revolução Cultural e quebrou a regra tácita de "imunidade criminal do CPP" que tem sido a norma por mais de três décadas. Além disso, era incomum que o caso contra Zhou continuasse, apesar de ele ter se aposentado do cargo em 2012. Antes da ascensão de Xi ao poder, os casos de corrupção eram normalmente direcionados a membros do Politburo em exercício, como Chen Xitong, Chen Liangyu e Bo Xilai. Zhou seria formalmente expulso do partido em dezembro de 2014, depois que o Politburo revisou as conclusões de seu caso. A investigação interna concluiu que Zhou abusou de seu poder, manteve casos extraconjugais com várias mulheres, aceitou subornos maciços, trocou dinheiro e favores por sexo e "vazou segredos de estado e partido".
O quarto trimestre de 2014 viu outra enxurrada de funcionários detidos para investigação. O processo criminal também foi iniciado. Em 31 de julho, Wang Suyi foi condenado a quinze anos de prisão por suborno. Em 5 de agosto, Tong Mingqian foi condenado por abandono do dever em um escândalo de compra de votos e sentenciado a cinco anos de prisão. Em setembro de 2014, o julgamento do ex-funcionário econômico Liu Tienan se tornou o primeiro julgamento televisionado de alto nível da campanha. Diante das câmeras, Liu, com os olhos marejados, retratou-se de seus crimes e lamentou ter arruinado o futuro de seu filho, que se dizia ser cúmplice de suas atividades corruptas.
Em 22 de dezembro de 2014, Ling Jihua, ex-assessor sênior do ex-secretário-geral do Partido Hu Jintao e uma estrela política cujas ambições foram anuladas pela morte prematura de seu filho que dirigia uma Ferrari, também caiu na rede anticorrupção. Ling atuava como chefe do Departamento de Trabalho da Frente Unida do partido na época e também era vice-presidente da Conferência Consultiva Política do Povo Chinês (CCPPC), um órgão consultivo legislativo. Ling veio da proeminente família política Linghu do condado de Pinglu, Shanxi. Vários de seus parentes foram investigados a partir do terceiro trimestre de 2014, no que parecia ser outra 'campanha de cerco' semelhante ao que estava acontecendo com Zhou Yongkang. Posteriormente, foi alegado que Ling serviu como uma espécie de líder da chamada Sociedade Xishan, uma rede semelhante a uma sociedade secreta de altos funcionários da província de Shanxi.
Su Rong, o quarto 'grande tigre' que também servia como vice-presidente da CCPPC, já havia sido 'capturado' no início do ano, mas foi oficialmente expulso do partido em fevereiro de 2015. Su era mais conhecido por sua longa carreira como chefe do partido em três províncias chinesas, mas seu mandato em Jiangxi (2007-2013), onde a corrupção teria florescido sob sua gestão, foi citado como o principal motivo de sua queda.

## Perfis regionais
Várias províncias enfrentaram o peso da campanha anticorrupção: Guangdong, Shanxi, Sichuan e Jiangsu. Além de combater a corrupção, a campanha também teve o efeito de reduzir o facciosismo regional e dissecar redes clientelistas arraigadas que floresceram desde o início das reformas econômicas na década de 1980. Xi Jinping havia declarado em seus discursos que o partidarismo interno é tão prejudicial à capacidade de governo do partido quanto a corrupção. Em novembro de 2015, todas as 31 divisões de nível provincial, incluindo municípios como Pequim e Xangai, que já foram considerados relativamente livres de corrupção, tiveram pelo menos um funcionário de nível provincial investigado por corrupção.

### Shanxi
Das províncias mais visadas, Shanxi tem sido a 'zona de desastre' mais notável, com um total de nove funcionários de nível provincial investigados ou demitidos por corrupção, cinco dos quais eram membros efetivos do comitê permanente do partido provincial, o mais alto órgão de controle da província do corpo governante de fato. Na época do 18º Congresso do Partido em novembro de 2012, havia 13 assentos no comitê provincial permanente. Em março de 2015, menos de um ano após o "terremoto político", apenas três membros do grupo original permaneceram, e apenas dois membros nasceram e foram criados na província de Shanxi. Os restantes foram destituídos do cargo, transferidos para fora da província ou substituídos de outra forma, indicando que as autoridades centrais de Pequim essencialmente 'assumiram' o controle político da província dos habitantes de Shanxi. Além disso, muitos líderes municipais e distritais locais também foram demitidos e investigados por corrupção em rápida sucessão, como nas cidades de Datong, Lüliang, Yuncheng, Yangquan e na capital provincial Taiyuan. De acordo com dados oficiais, somente em 2013, 26 funcionários do nível do departamento da prefeitura (厅局级) e 336 funcionários do nível da divisão do condado (县处级) foram disciplinados na província de Shanxi.
Em 2014, 17 chefes de partidos distritais foram investigados em Shanxi. A extensão do 'dano' que a campanha infligiu ao cenário político de Shanxi foi tão grande e as mudanças tão abruptas que alguns cargos importantes ficaram vagos por quase um ano. As equipes de fiscalização na província desvendaram um conluio generalizado entre os que detêm o poder político e os "patrões do carvão" que empilham as carteiras a troco de favorecimento na aprovação de projectos de desenvolvimento. Mesmo os funcionários que antes eram vistos como incorruptíveis acabaram cedendo à cultura sistêmica do suborno.

### Guangdong
Em Guangdong, a campanha perturbou gravemente o ecossistema político que há muito era dominado por políticos cantoneses nativos. Wan Qingliang, o popular e relativamente jovem chefe do partido de Guangzhou, conhecido por sua frugalidade e acessibilidade, foi demitido no terceiro trimestre de 2014 e também substituído por um estranho, o ex-vice-prefeito de Tianjin, Ren Xuefeng. O principal conselheiro político da província, Zhu Mingguo, também se tornou um dos poucos funcionários em exercício de nível provincial completo a ser investigado por corrupção. O vice-governador Liu Zhigeng, outro oficial cantonês nativo que já foi chefe do partido em Dongguan, e o chefe do partido de Zhuhai, Li Jia, que passou toda a sua carreira política em Guangdong, também foram demitidos. O colapso das redes locais de clientelismo já havia começado antes do 18º Congresso do Partido e continuou com maior intensidade após o Congresso sob o recém-nomeado chefe do partido, Hu Chunhua. A equipe de liderança do partido em Shenzhen, a Zona Econômica Especial de maior sucesso da China, também passou por mudanças significativas, com o chefe do partido, Wang Rong, mudando-se para um escritório provincial; vários subordinados de Wang foram investigados por corrupção.

### Delta do rio Yangtze
Em Jiangsu, província natal do ex-líder do partido Jiang Zemin e do desonrado chefe de segurança Zhou Yongkang, vários "filhos nativos" com futuros políticos aparentemente promissores foram investigados. O prefeito de Nanjing, Ji Jianye, foi o "primeiro tigre" a cair na província. Sua demissão foi alardeada pelo então chefe do partido da cidade, Yang Weize, como tendo "removido um tumor" da capital da província. Em janeiro de 2015, o próprio Yang também foi detido para investigação. O ex-secretário-geral provincial do partido Zhao Shaolin e o vice-governador executivo Li Yunfeng também foram presos para investigação.
Zhejiang, 'território' do secretário-geral do Partido, Xi Jinping, e local de experimentos anticorrupção em escala muito menor durante o mandato de Xi como chefe do partido lá, foi amplamente poupado de mudanças políticas de alto perfil na esteira do anticorrupção campanha. Não está claro se isso ocorre porque Xi instilou uma cultura política puritana na província durante seu mandato. A partir de 2016, o ex-membro provincial do Comitê Permanente do Partido, Si Xinliang, foi o único alto funcionário da província a ser investigado por ofensas disciplinares.

### Prevalência de chefes de partidos das capitais provinciais
Notavelmente, muitos dos investigados serviram no passado como Chefes de Partido nas capitais provinciais, tornando a posição especialmente 'suscetível' para investigação pelo fato destes possuirem grande poder provicial. Por exemplo, Taiyuan (Chen Chuanping, Shen Weichen), Nanning (Yu Yuanhui), Jinan (Wang Min), Guangzhou (Wan Qingliang), Nanjing (Yang Weize), Xining (Mao Xiaobing), Urumqi (Li Zhi), Lanzhou (Lu Wucheng), Kunming (Qiu He, Zhang Tianxin, Gao Jinsong) e Chengdu (Li Chuncheng).